# Караул-Оба (памятник природы)
«Карау́л-Оба́» (укр. «Караул-Оба», крымскотат. «Qaravul Oba», «Къаравул Оба») — комплексный памятник природы общегосударственного значения, расположенный на Южном берегу Крыма на территории городского округа Судак (Судакского горсовета). Площадь — 100 га. Землепользователь — Судакское государственное лесоохотничье хозяйство.
В Российской Федерации, контролирующей спорную территорию Крыма, является  объектом культурного наследия федерального значения; на Украине, в пределах признанных большинством государств — членов ООН
 границ которой находится спорная территория, — памятником культурного наследия национального значения.

## История
Статус памятника природы был присвоен 14 октября 1975 года Постановлением Совета Министров УССР от 14.10.75 г. № 780-р, путём реорганизации памятника природы местного значения, основанного в 1969 году.
С октября 2015 года Археологический комплекс «Караул-Оба» является объектом культурного наследия федерального значения.

## Описание
Расположен на Южном берегу Крыма юго-восточнее села Весёлое на территории заказника «Новый Свет» и Морского лесничества, квадрат 45.
Ближайший населённый пункт — Весёлое, город — Судак.

## Природа
Караул-Оба представляет из себя гору высотой 341.9 м, сложенную крепким известняком органического происхождения. На западном склоне горного массива расположены остатки боспорской крепости Кутлак.